# Värdshusparken

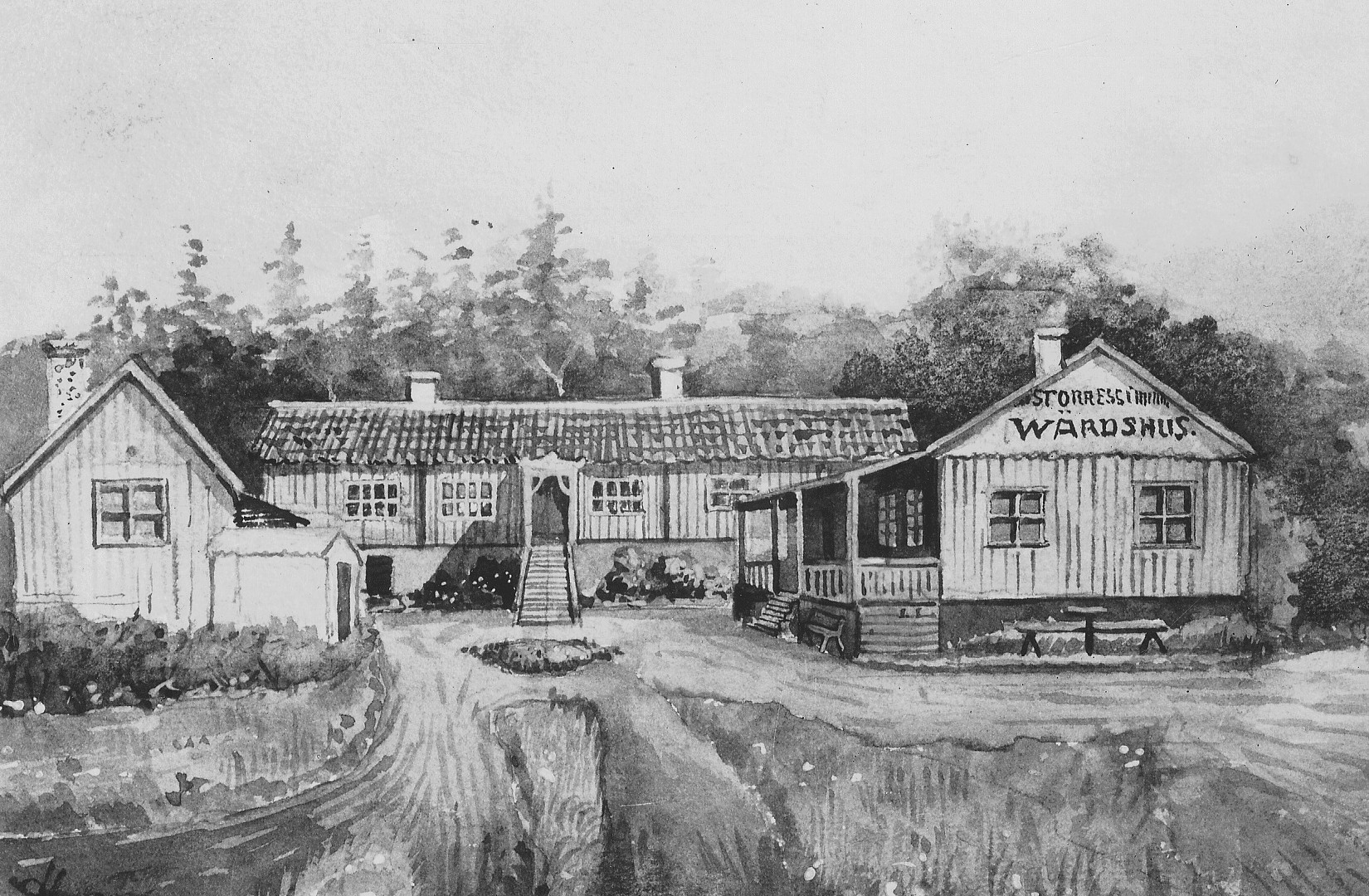
Värdshuset "Lugnet" sedermera "Stora Essingens Wärdshus", cirka 1900.

Värdshusparken är en park på Stora Essingen i Stockholm. Namnet härrör från Stora Essingens Wärdshus  som fanns här fram till början av 1900-talet. Idag återstår enbart västra flygelbyggnaden. I parken finns även Värdshusbryggan och Annie Wibergs bronsskulptur Vision.

## Historik

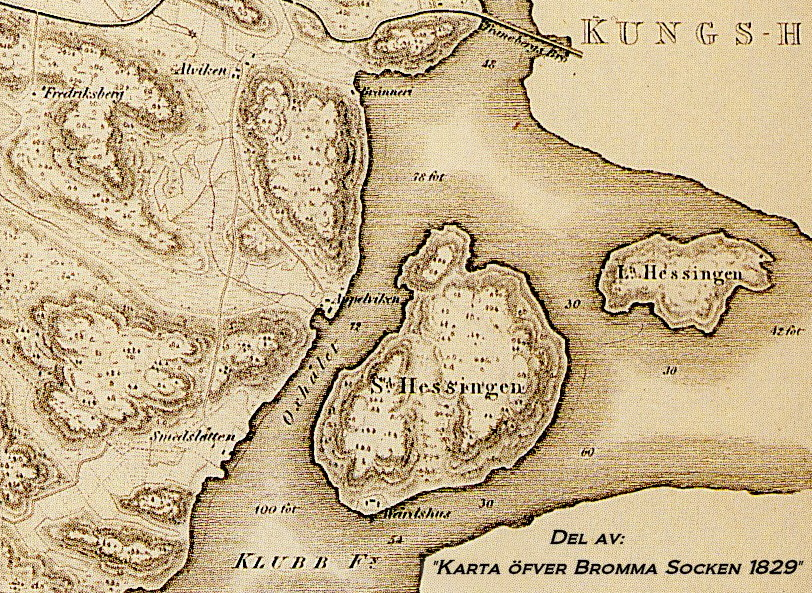
Del av "Karta öfver Bromma socken" med "Wärdshus", 1829

Stora och Lilla Essingen var populära utflyktsmål och under 1700-talet fanns här både krogar och värdshus. Det på Stora Essingen var en sjökrog och låg på öns sydspets direkt intill farleden till och från Stockholm. På Karta öfver Bromma socken från 1829 är värdshuset inritat. Den som inte hade egen båt kunde låta sig ros hit av Stockholms roddarmadammer.
På 1870-talet drogs spriträttigheterna in på grund av för mycket fyllebråk och kunderna lämnade Stora Essingen. Värdshusets kägelbana fanns fortfarande kvar vid sekelskiftet 1900, den hade tak och stod längs med strandkanten. Värdshuset revs i början på 1900-talet och idag återstår bara några fundament och den rödmålade västra flygelbyggnaden, som är privatbostad. 
Parken utbreder sig cirka 60 meter längs Essingesundet på Stora Essingens södra sida, nedanför Värdshusbacken. På 1700-talet fanns här värdshuset Lugnet som senare bytte namn till Stora Essingens Wärdshus.  
Mot Essingesundet ligger Värdshusbryggan som bortsett från några korta avbrott varit i bruk sedan 1900-talets början. Sedan 1973 lägger Strömma Kanalbolagets fartyg till vid bryggan med S/S Drottningholm och M/S Prins Carl Philip på rutten till och från Drottningholms slott.
Sedan 1974 pryds parken av Annie Wibergs bronsbyst Vision. Den föreställer ett flickhuvud vänt mot farleden.

## Bildgalleri

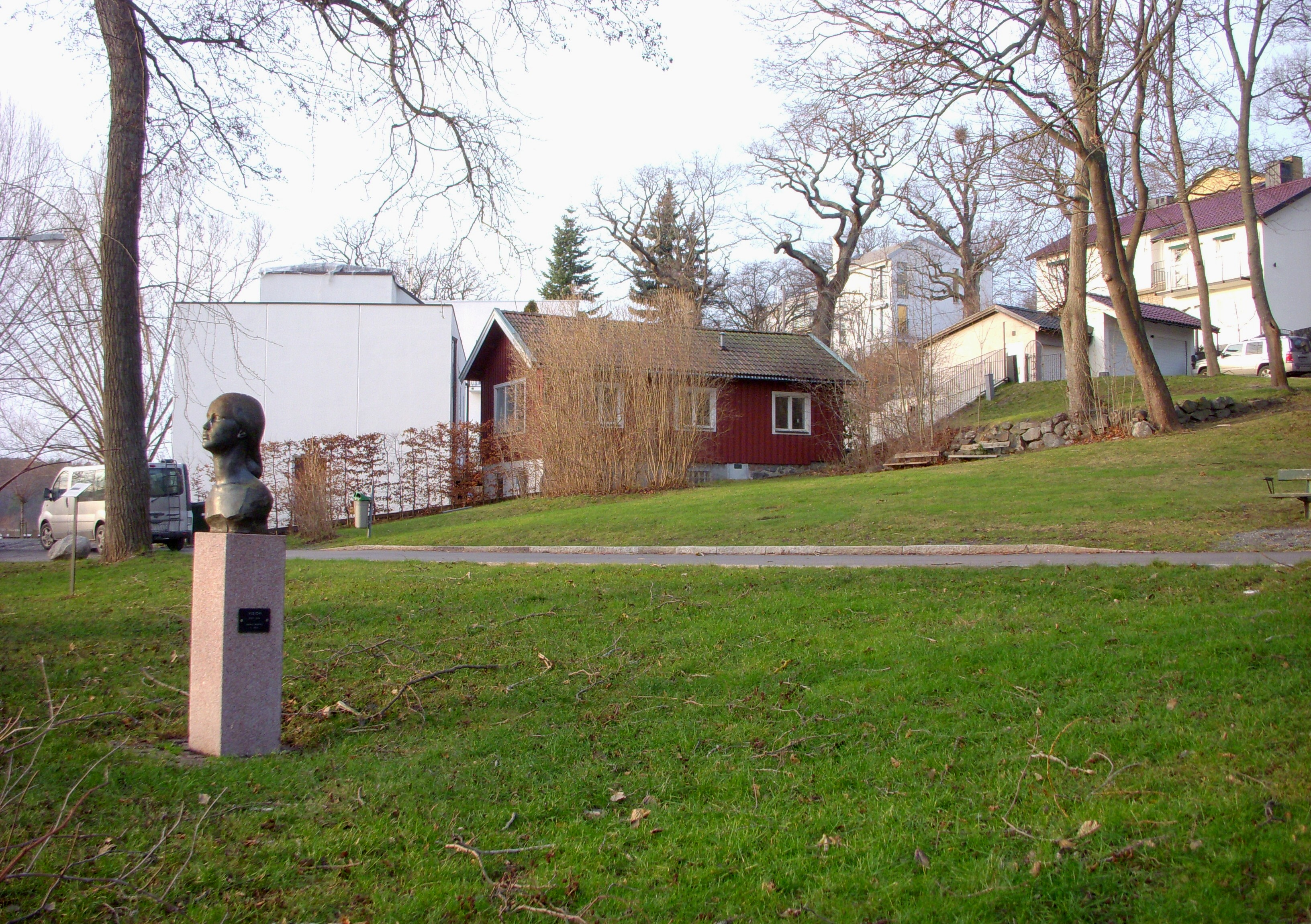
Parken med flickhuvudet "Vision", i bakgrunden syns den kvarvarande flygelbyggnaden från värdshuset, 2011.
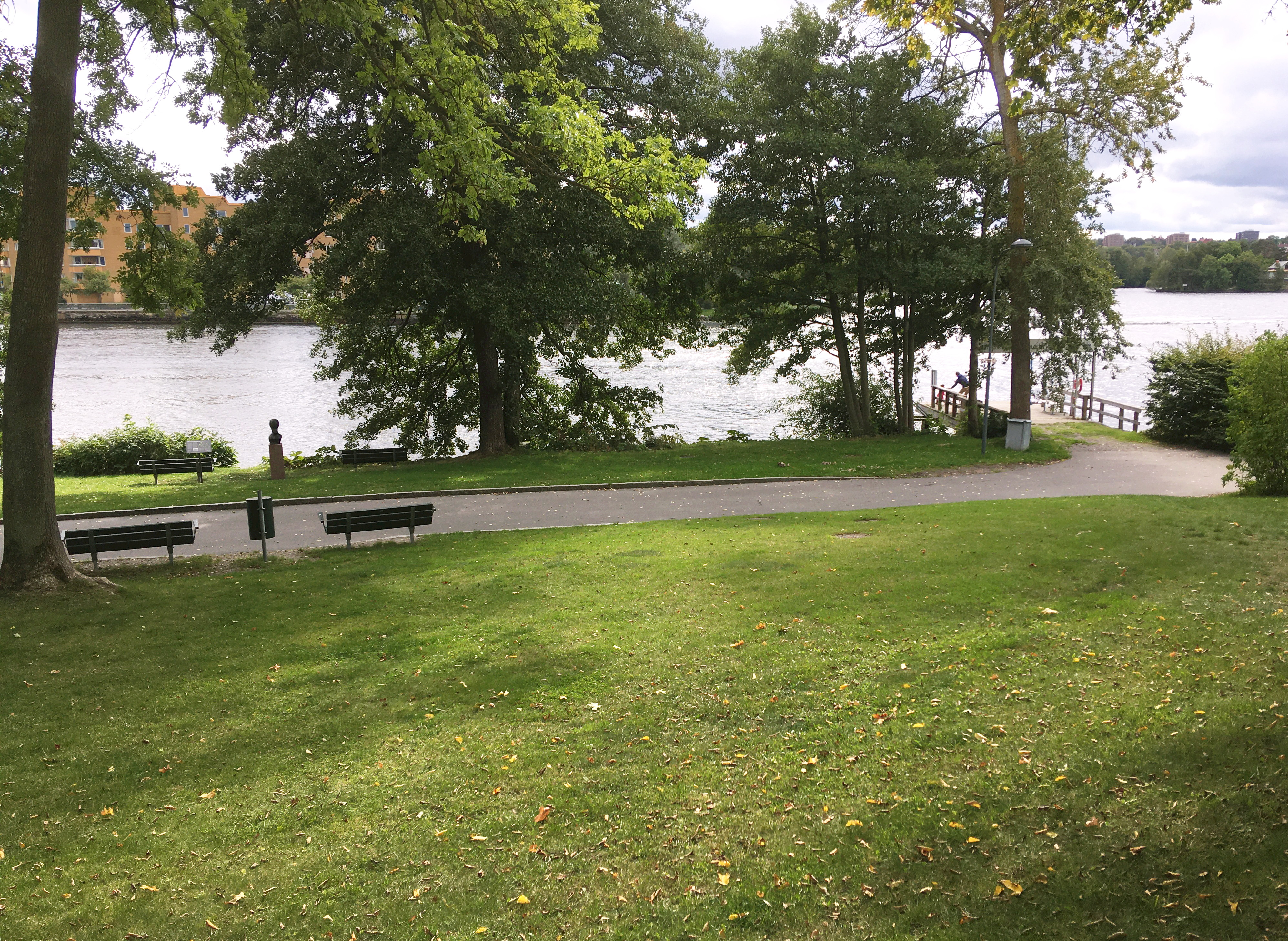
Parken och Värdshusbryggan, 2020.
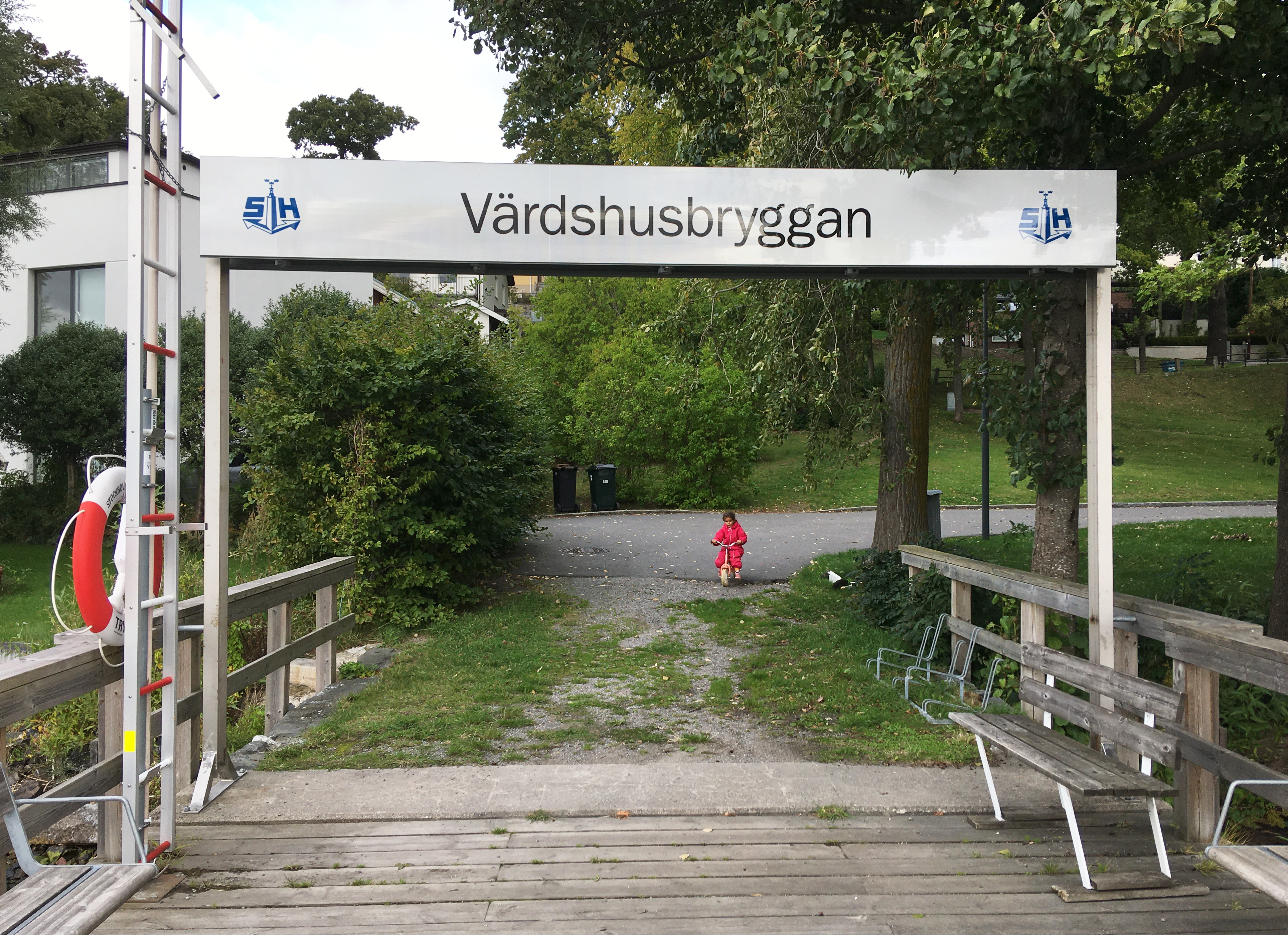
Värdshusbryggan, 2020.
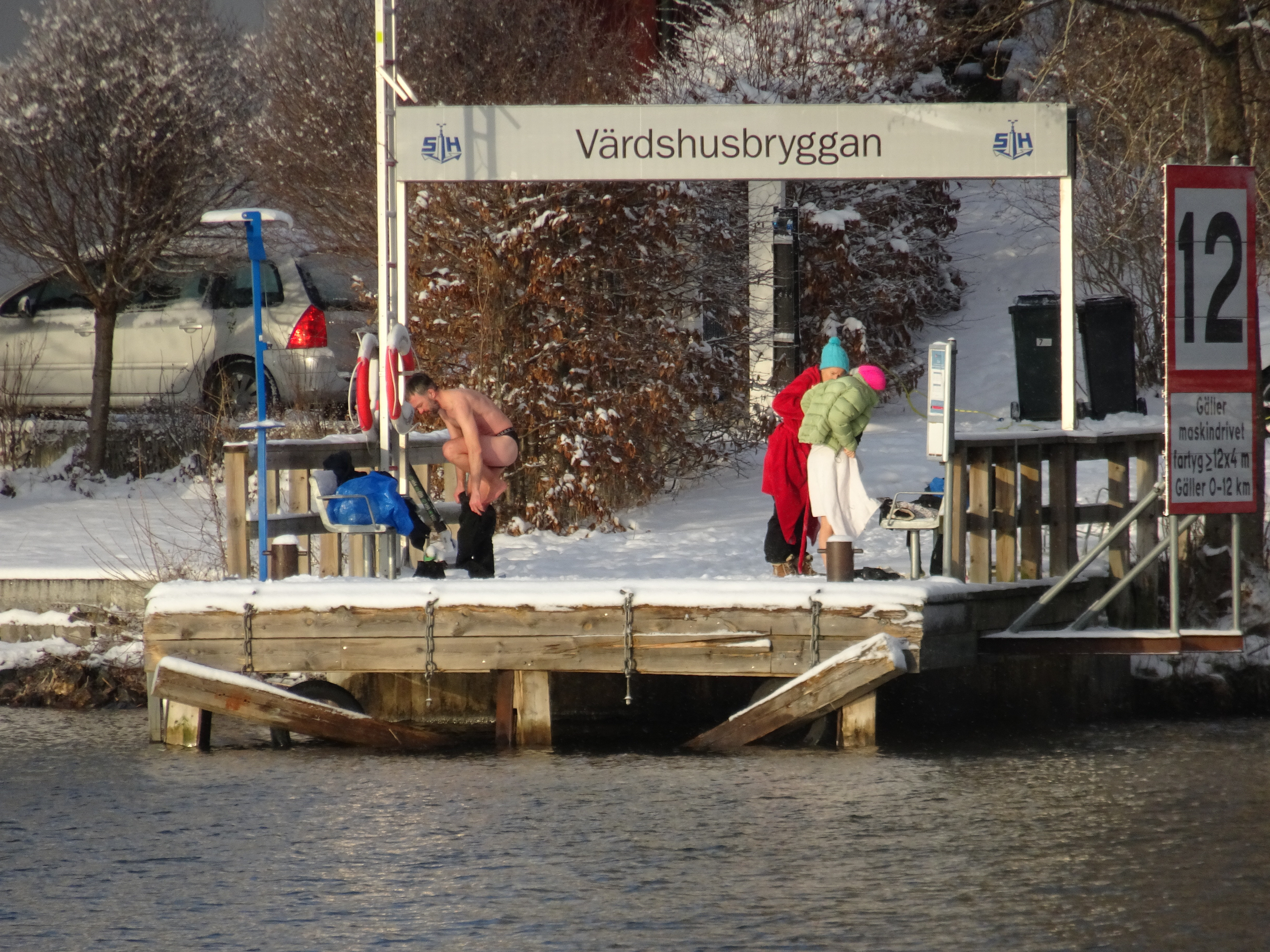
Vinterbad vid Värdshusbryggan, 2021.